# 吕克·蒙塔尼耶
吕克·安托万·蒙塔尼耶（法語： 法語：[mɔ̃taɲe]，1932年8月18日—2022年2月8日） ，法国病毒学家，2008年诺贝尔生理学或医学奖获得者。 
吕克·蒙塔尼耶是世界艾滋病研究及預防基金會（World Foundation for AIDS Research）的共同奠基人和國際病毒聯盟（Program for International Viral Collaboration）的總監。他得到超過20項大獎，包括第三等法国荣誉军团勋章，1986年拉斯克临床医学研究奖，1987年盖尔德納基金會國際獎和2008年的诺贝尔生理学或医学奖。
蒙塔尼耶的会计师父亲喜欢在家里地下室做科学实验，这使蒙塔尼耶从小就对科学产生了兴趣。由于祖父患结肠癌，他决定投身医学。其研究工作主要致力于寻找艾滋病疫苗和疗法。
2010年11月，蒙塔尼耶受聘上海交通大学全职教授，并在上海交通大学生命科学技术学院创建蒙塔尼耶研究所，专攻艾滋病研究。

## 言論
在2019冠狀病毒病疫情期間，蒙塔尼耶於2020年4月17日接受法國Cnews电视台采访時表示：这一病毒是人工操纵的，至少部分如此。基础病毒主要取自蝙蝠，但是在这一病毒里加入了艾滋病毒的基因片段。因此，这不是自然病毒，这是一个生物分子专家的行为，出于什么目的，我不知道，但我的一个设想是，他们想以此制造对抗艾滋病毒的疫苗。他认为该病毒上所具有的艾滋病病毒基因只有可能是在实验室实现的，其传播是武汉病毒研究所在开发艾滋病疫苗时意外泄露所导致。
但多位法国病毒学家反驳了蒙氏的结论。巴斯德学院教授西蒙-罗里赫（Etienne Simon-Loriere）对《世界报》說：这种病毒与自然病毒极为相似，很难怀疑是人工合成的。“如果要制造一个同样大的病毒，必须要有全球只有十几家病毒实验室才具备的技术才行，但更不可能的是科学家能够制造一个病毒能与人类受体ACE2结合。截至目前并不存在这样的机制。”另一位巴斯德学院教授Simon Wain Hobson也認為蒙塔尼耶教授的说法毫无科学根据，“这是初学者的错误”。他說：蒙塔尼耶认为这两种病毒相似的原因是它們共有許多A组碱基，但同样的研究方式也会发现别的病毒的基因片段。

## 外部連結
- The discovery of the AIDS virus in 1983. Official position of the Pasteur Institute.
- PROFILE: Luc Montagnier, Francoise Barre-Sinoussi - AIDS pioneers